# Klaus Wächtler
Klaus Wächtler (* 11. Juli 1938 in Kiel; † 4. März 2017 in Eutin) war ein deutscher Zoologe, Neurobiologe und Ökologe. Von 1978 bis zu seiner Pensionierung im Jahr 2002 war er Professor für vergleichende Neurobiologie am Institut für Zoologie der Tierärztlichen Hochschule Hannover.

## Leben
Nach Kindheit und Schulzeit an der Ostsee studierte Klaus Wächtler ab 1958 die Fächer Biologie und Germanistik in München, Genf, Kiel und London. Im Frühjahr 1966 promovierte er an der Universität Kiel bei Wolf Herre mit einer Studie über „Die Verbreitung von lysosomalen Enzymen im Urodelengehirn: Ein Beitrag zur Chemoarchitektonik des Zentralnervensystems niederer Wirbeltiere“. Danach wechselte er an die Tierärztliche Hochschule in Hannover, wo ihm eine Stelle als wissenschaftlicher Assistent am Institut für Zoologie zuerkannt worden war. Dem Institut unter Leitung von Manfred Röhrs war in diesem Jahr vom niedersächsischen Kultusminister auferlegt worden, in Kooperation mit den anderen Hochschulen in Hannover ein gemeinsames Biologie-Studium für Diplom-Studierende und Lehramtsanwärter einzurichten. Zu Wächtlers Aufgaben gehörte zudem die Ausbildung von Human- und Tiermedizinern in den biologischen Grundlagenfächern. 1973 wurde er habilitiert über „Vergleichend-histochemische Untersuchungen zur Acetylcholinesteraseverteilung im Telencephalon von Wirbeltieren“. Diese Studie sowie zahlreiche weitere Fachveröffentlichungen zur Wirkung des Neurotransmitters Acetylcholin führten schließlich 1978 zu seiner Ernennung zum Professor für vergleichende Neurobiologie an der Tierärztlichen Hochschule Hannover. In einem Nachruf der Deutschen Zoologischen Gesellschaft hieß es: „Schwerpunkte seiner Arbeit waren anfangs vergleichende Neuroanatomie der Wirbeltiere, Histochemie des Zentralnervensystems von Wirbeltieren, Evolutionsbiologie sowie Entwicklungsbiologie. Seine wissenschaftlichen Interessensgebiete lassen sich mit den Stichworten Evolution, Struktur und Funktion umreißen. Später erst kamen die Ökologie und Fragen des Naturschutzes hinzu, die unter anderem zur Beschäftigung mit der Biologie der Flussperlmuschel führten.“
Ende März 2002 wurde Klaus Wächtler pensioniert. Am 4. März 2017 verstarb er in seinem Zuhause in Eutin.

## Ehrenämter
Wächtler gehörte der Kirchengemeindeleitung der Nordelbischen Evangelisch-Lutherischen Kirche in Eutin und der Synode im Kreis Ostholstein an. Darüber hinaus engagierte er sich der Vogelschutzgruppe Eutin-Malente, im Friedenskreis Eutin und seit Gründung im Arbeitskreis 27. Januar in Eutin, für den er seit 1996 am Tag des Gedenkens an die Opfer des Nationalsozialismus öffentliche Veranstaltungen organisierte.

## Schriften (Auswahl)
- Zur Biologie der Flußperlmuschel Margaritifera margaritifera (L.). In: Naturwissenschaften. Band 73, 1986, S. 225–233, doi:10.1007/BF00367773.
- mit Rainer Deitmer und Volker Buddensiek: Zur Situation der Flußperlmuschel (Margaritifera margaritifera (L.)) in Niedersachsen: Schwierigkeiten, eine bedrohte Tierart zu erhalten. In: Berichte der naturhistorischen Gesellschaft Hannover. Band 129, 1987, S. 209–224, Volltext (PDF).
- mit Gerhard Bauer (Hrsg.): Ecology and Evolution of the Freshwater Mussels Unionoida. Reihe: Ecological Studies, Band 145. Springer-Verlag, Berlin/Heidelberg 2001, ISBN 978-3-540-67268-5.
- mit Jorge Groß, Hansjörg Küster und Manfred Thies: Leben in Gezeiten. Die Nordseeküste entdecken. VerlagsKG Wolf, Magdeburg 2016, ISBN 978-3-89432-435-3.

## Belege
1. ↑   Heiner Engel: Klaus Wächtler: 11. Juli 1938 – 4. März 2017. Nachruf auf den Server der Naturhistorischen Gesellschaft Hannover.
2. ↑  Martin Meier: Nachruf (PDF) auf dem Server des VBIO – Verband Biologie, Biowissenschaften & Biomedizin in Deutschland.
3. 1 2   Martin Meier: Nachruf auf Klaus Wächtler: 11. Juli 1938 – 4. März 2017. In: Rudolf Alexander Steinbrecht (Hrsg.): Zoologie 2017. Mitteilungen der Deutschen Zoologischen Gesellschaft. 109. Jahresversammlung, Kiel, 14.-17. September 2016. Basilisken-Presse, Rangsdorf 2017, S. 87–91, Volltext (PDF).
4. ↑  Gegen das Vergessen: Norddeutsche Kleinstadt gedenkt NS-Massaker im griechischen Dorf Lyngiades. Auf:; elliniki-gnomi.eu vom 6. März 2015.

| Personendaten    | Personendaten                               |
| ---------------- | ------------------------------------------- |
| NAME             | Wächtler, Klaus                             |
| KURZBESCHREIBUNG | deutscher Zoologe, Neurobiologe und Ökologe |
| GEBURTSDATUM     | 11. Juli 1938                               |
| GEBURTSORT       | Kiel                                        |
| STERBEDATUM      | 4. März 2017                                |
| STERBEORT        | Eutin                                       |